# Fernando Varela Bohórquez
Antonio Fernando Varela Bohórquez es un abogado laboralista y profesor universitario peruano. Fue ministro de Trabajo y Promoción del Empleo del Perú, de 23 de abril del 2023 a 6 de septiembre del mismo año, en el gobierno de Dina Boluarte.

## Formación
Estudió Derecho y Ciencias Políticas en la Universidad de San Martín de Porres y se recibió de abogado en 2005. Obtuvo una maestría en Derecho Procesal en 2014 y el doctorado en Derecho en 2020. Siguió cursos de especialización en Derecho del Trabajo en la Universidad de Castilla-La Mancha y, en Litigación Oral en la Universidad de Medellín.

## Trayectoria
Se ha dedicado a la docencia universitaria. Fue profesor de la maestría en Derecho del Trabajo en diversos centros universitarios como la Universidad Privada de Tacna; la Universidad Nacional Pedro Ruiz Gallo; y la Universidad Nacional Mayor de San Marcos; en esta última fue también maestro del doctorado en Derecho del Trabajo y de la Seguridad Social.
Ha sido docente de la Universidad de Lima y profesor ordinario y coordinador de las maestrías en Derecho del Trabajo del postgrado de la Facultad de Derecho de su alma mater, la Universidad de San Martín de Porres.
Es árbitro en Negociaciones Colectivas Públicas y Privadas registrado en el Ministerio de Trabajo y Promoción del Empleo del Perú; asociado activo de la Sociedad Peruana de Derecho del Trabajo y de la Seguridad Social; y director de la Revista Actualidad Laboral.

### Ministro de Trabajo
El 23 de abril del 2023 asumió como ministro de Trabajo y Promoción del Empleo del Perú, en el gobierno de Dina Boluarte, formando parte del gabinete ministerial presidido por Alberto Otárola.
Uno de sus logros fue que los trabajadores y empresarios acordaran reinstalar el Consejo Nacional del Trabajo. Sin embargo, su nombramiento fue cuestionado debido a que como árbitro falló a favor de empresas en contra de demandas sindicales de mejores condiciones de trabajo y salariales.
En abril del 2023, el programa dominical Panorama denunció un presunto delito de plagio en la tesis de Varela, quien se defendió negando la denuncia periodística. No obstante, el Ministerio Público inició investigaciones contra Varela.
Varela permaneció en el cargo hasta el el 6 de setiembre del 2023, en donde renunció y fue reemplazado por Daniel Maurate.